# Marçon
Pour l’article ayant un titre homophone, voir Marson.
Pour les articles homonymes, voir Marcon (homonymie).
Marçon est une commune française, située dans le département de la Sarthe en région Pays de la Loire, peuplée de 1 063 habitants.
La commune fait partie de la province historique du Maine et se situe dans le Haut-Maine.

## Géographie
Commune du sud de la Sarthe, Marçon est située dans la vallée du Loir, entre Montval-sur-Loir et La Chartre-sur-le-Loir, sur la route départementale no 305.
| Flée                                | Chahaignes, Lhomme     | La Chartre-sur-le-Loir                                                                  |
| Montval-sur-Loir (Vouvray-sur-Loir) | Marçon                 | Villedieu-le-Château (Loir-et-Cher, sur quelques dizaines de mètres), Beaumont-sur-Dême |
| Dissay-sous-Courcillon              | Dissay-sous-Courcillon | Beaumont-sur-Dême                                                                       |

### Climat
Pour des articles plus généraux, voir Climat des Pays de la Loire et Climat de la Sarthe.
En 2010, le climat de la commune est de type climat océanique dégradé des plaines du Centre et du Nord, selon une étude du CNRS s'appuyant sur une série de données couvrant la période 1971-2000. En 2020, Météo-France publie une typologie des climats de la France métropolitaine dans laquelle la commune est dans une zone de transition entre le climat océanique et le climat océanique altéré et est dans la région climatique Moyenne vallée de la Loire, caractérisée par une bonne insolation (1 850 h/an) et un été peu pluvieux.
Pour la période 1971-2000, la température annuelle moyenne est de 11,3 °C, avec une amplitude thermique annuelle de 14,3 °C. Le cumul annuel moyen de précipitations est de 727 mm, avec 11,7 jours de précipitations en janvier et 7 jours en juillet. Pour la période 1991-2020, la température moyenne annuelle observée sur la station météorologique de Météo-France la plus proche, sur la commune de Saint-Christophe-sur-le-Nais à 11 km à vol d'oiseau, est de 12,1 °C et le cumul annuel moyen de précipitations est de 682,2 mm,. Pour l'avenir, les paramètres climatiques de la commune estimés pour 2050 selon différents scénarios d'émission de gaz à effet de serre sont consultables sur un site dédié publié par Météo-France en novembre 2022.

## Urbanisme

### Typologie
Au 1er janvier 2024, Marçon est catégorisée commune rurale à habitat dispersé, selon la nouvelle grille communale de densité à sept niveaux définie par l'Insee en 2022.
Elle est située hors unité urbaine. Par ailleurs la commune fait partie de l'aire d'attraction de Montval-sur-Loir, dont elle est une commune de la couronne,. Cette aire, qui regroupe 12 communes, est catégorisée dans les aires de moins de 50 000 habitants,.

### Occupation des sols
L'occupation des sols de la commune, telle qu'elle ressort de la base de données européenne d’occupation biophysique des sols Corine Land Cover (CLC), est marquée par l'importance des territoires agricoles (83,5 % en 2018), en diminution par rapport à 1990 (88,7 %). La répartition détaillée en 2018 est la suivante : 
terres arables (47,1 %), zones agricoles hétérogènes (18,8 %), prairies (16,7 %), forêts (7,8 %), eaux continentales (4,8 %), zones urbanisées (1,4 %), espaces verts artificialisés, non agricoles (1,3 %), mines, décharges et chantiers (1,2 %), cultures permanentes (0,9 %). L'évolution de l’occupation des sols de la commune et de ses infrastructures peut être observée sur les différentes représentations cartographiques du territoire : la carte de Cassini (XVIIIe siècle), la carte d'état-major (1820-1866) et les cartes ou photos aériennes de l'IGN pour la période actuelle (1950 à aujourd'hui).

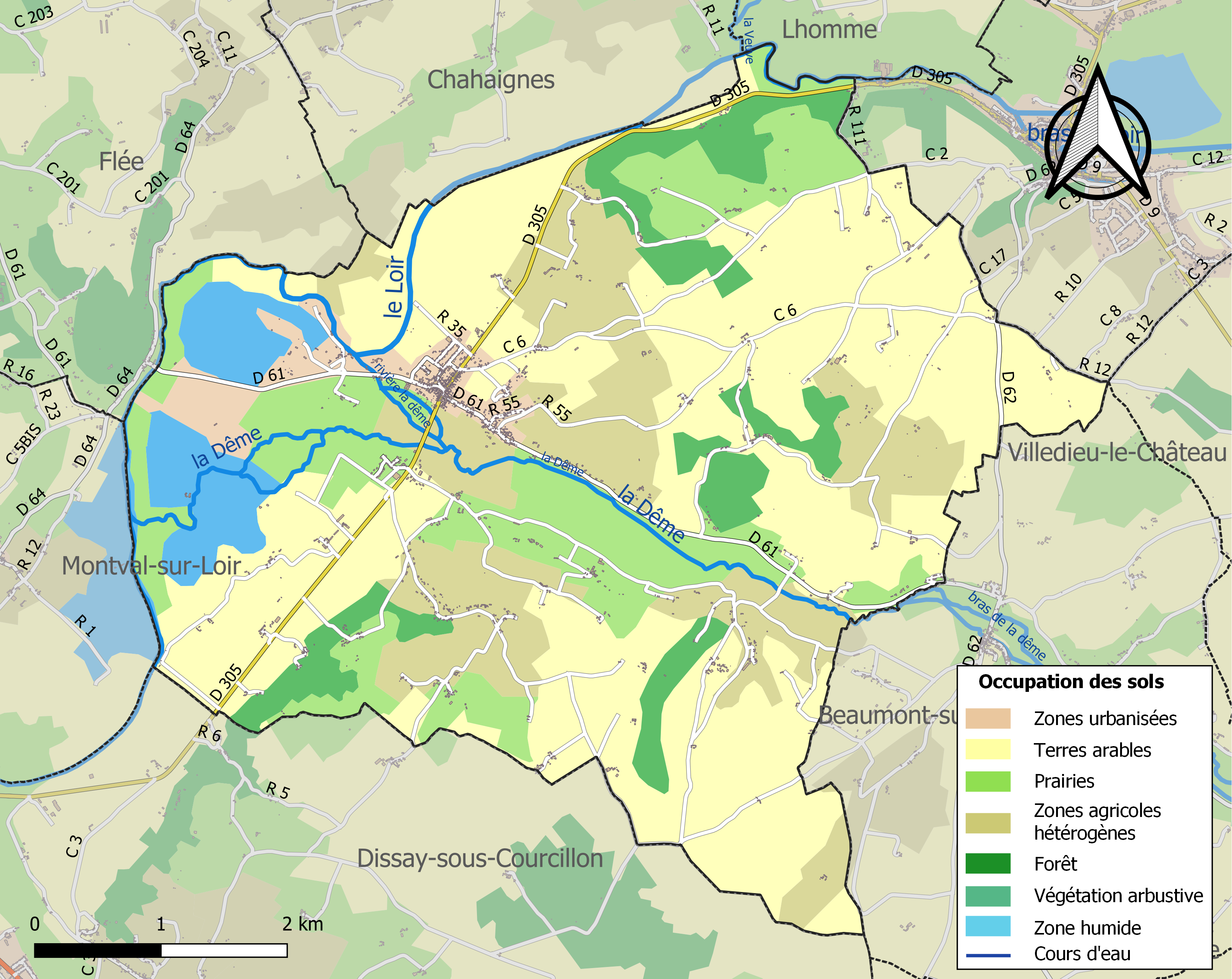
Carte des infrastructures et de l'occupation des sols de la commune en 2018 (CLC).

## Toponymie
Le toponyme est attesté sous la forme Marsonum en 1096 et serait issu de l'anthroponyme latin Martius.
Le gentilé est Marçonnais.

## Politique et administration

### Élections municipales et communautaires

#### Élections de 2020
| Tête de liste  | Suffrages | Pourcentage | CM | CC |
| -------------- | --------- | ----------- | -- | -- |
| Monique Trotin | 262       | 100,00 %    | 15 | 1  |

Le conseil municipal de Marçon, commune de plus de 1 000 habitants, est élu au scrutin proportionnel de liste à deux tours (sans aucune modification possible de la liste), pour un mandat de six ans renouvelable. Il est composé de 15 membres. Lors des élections municipales de 2020, les 15 conseillers municipaux ont été élus au premier tour avec un taux de participation de 49,39 %, bénéficiant en totalité à la liste unique conduite par Monique Trotin. Monique Trotin est élue maire le 25 mai 2020, pour un mandat de six ans.
Dans les communes de 1 000 habitants et plus, les conseillers sont élus au suffrage direct à la fois pour un mandat de conseiller municipal et pour un mandat de conseiller communautaire. Le siège attribué à la commune au sein de la communauté de communes Loir-Lucé-Bercé, est élu dès le premier tour : un siège issu de la liste menée par Monique Trotin.

#### Chronologie des maires
| Période                                  | Période   | Identité                         | Étiquette | Qualité |
| ---------------------------------------- | --------- | -------------------------------- | --------- | --- |
| 1956                                     | mars 2001 | Armand de Malherbe (1926 → 2019) | DVD       | Publicitaire, arboriculteur, conseiller général du canton de La Chartre-sur-le-Loir (1986-2004)                          |
| mars 2001                                | mars 2014 | Claude Cochonneau                | SE        | Agriculteur, président de la FSDEA-72, sera président des Assemblée permanente des chambres d'agriculture de 2014 à 2019 |
| mars 2014                                | mai 2020  | Jean-Pierre Chéreau              | SE        | Artisan meunier |
| mai 2020                                 | En cours  | Monique Trotin                   | SE        | Agricultrice retraitée                                                                                                   |
| Les données manquantes sont à compléter. |           |                                  |           | |

## Population et société

### Démographie
L'évolution du nombre d'habitants est connue à travers les recensements de la population effectués dans la commune depuis 1793. Pour les communes de moins de 10 000 habitants, une enquête de recensement portant sur toute la population est réalisée tous les cinq ans, les populations de référence des années intermédiaires étant quant à elles estimées par interpolation ou extrapolation. Pour la commune, le premier recensement exhaustif entrant dans le cadre du nouveau dispositif a été réalisé en 2007.
En 2022, la commune comptait 1 063 habitants, en évolution de +1,24 % par rapport à 2016 (Sarthe : −0,25 %, France hors Mayotte : +2,11 %).
Marçon a compté jusqu'à 2 077 habitants en 1821.
| 1793  | 1800  | 1806  | 1821  | 1831  | 1836  | 1841  | 1846  | 1851  |
| ----- | ----- | ----- | ----- | ----- | ----- | ----- | ----- | ----- |
| 1 882 | 1 845 | 2 036 | 2 077 | 1 984 | 2 014 | 1 939 | 1 873 | 1 740 |

| 1856  | 1861  | 1866  | 1872  | 1876  | 1881  | 1886  | 1891  | 1896  |
| ----- | ----- | ----- | ----- | ----- | ----- | ----- | ----- | ----- |
| 1 716 | 1 794 | 1 765 | 1 696 | 1 688 | 1 699 | 1 726 | 1 681 | 1 705 |

| 1901  | 1906  | 1911  | 1921  | 1926  | 1931  | 1936  | 1946  | 1954  |
| ----- | ----- | ----- | ----- | ----- | ----- | ----- | ----- | ----- |
| 1 700 | 1 717 | 1 365 | 1 209 | 1 194 | 1 140 | 1 154 | 1 178 | 1 189 |

| 1962  | 1968  | 1975 | 1982 | 1990 | 1999 | 2006  | 2007  | 2012  |
| ----- | ----- | ---- | ---- | ---- | ---- | ----- | ----- | ----- |
| 1 058 | 1 014 | 981  | 994  | 912  | 984  | 1 008 | 1 011 | 1 015 |

| 2017  | 2022  | - | - | - | - | - | - | - |
| ----- | ----- | - | - | - | - | - | - | - |
| 1 060 | 1 063 | - | - | - | - | - | - | - |

### Manifestations culturelles et festivités
- En mai : fête du nautisme.
- En août : concentration véhicules anciens et de prestige.

### Sports et loisirs
L'Amicale sportive de Marçon a fait évoluer une équipe de football en division de district jusqu'en 2015.

## Économie
- Vins des coteaux-du-loir.

## Culture locale et patrimoine

### Lieux et monuments
- L'église Notre-Dame, consacrée le 25 avril 1500 par l'archevêque de Tours, monseigneur de Bénéhard. Le clocher est surmonté d'une flèche recouverte d'ardoise qui est légèrement tordue, ce qui fait que cette église est répertoriée comme ayant un clocher tors. La flèche tourne de droite à gauche d'un seizième de tour. L'édifice est inscrit au titre des monuments historiques depuis le 6 janvier 1927[30].
- Le château de la Marcellière, inscrit au titre des Monuments historiques depuis le 19 décembre 1985[31].
- La cantine scolaire « Le Corbusier » : en 1957, l'architecte contacté par le maire de l'époque, Armand de Malherbe, a dessiné avec son collaborateur André Wogenscky, les plans de la cantine scolaire. Elle ouvrit ses portes en  1960. Elle est  inscrite au titre des Monuments historiques depuis le 19 septembre 2002[32].
- Le lac des Varennes, espace de 50 hectares, aménagé en base de loisirs avec toboggan aquatique, plages, aire de pique-nique, jeux pour enfants, mini-golf, pêche, voile, pédalos, tir à l'arc.

### Personnalités liées à la commune
- Geoffroy Ier d'Anjou (vers 938/940 - 987 au siège de Marçon), comte d'Anjou.
- Raymond de Malherbe (1826 à Marçon - 1891), maire de Beauvais, sénateur.
- Maria-Dolorès de Malherbe, née en 1894, morte en 1966, est reconnue « Juste parmi les nations » pour avoir caché un Juif dans la Sarthe pendant l'Occupation.

### Héraldique
| Blason de Marçon | Blason  | D'argent à trois épis de blé soudés d'or sur une seule tige feuillée du même posée en bande, à un sarment de vigne de sinople feuillé d'une pièce du même et fruité d'une grappe de pourpre posé en barre, les parties basses passées en sautoir et liées de gueules, à la filière aussi de sinople. |
| Blason de Marçon | Détails | Le statut officiel du blason reste à déterminer. |